# Molen van den Kinschot
De Molen van den Kinschot of Molen Rijmenants is een windmolenrestant in de Antwerpse plaats Ranst, gelegen aan Molenstraat 46.
Deze ronde stenen molen van het type stellingmolen fungeerde als oliemolen en later vooral als korenmolen.

## Geschiedenis
De molen werd als oliemolen opgericht in 1856. Vanaf 1899 werd hij vooral als korenmolen gebruikt. Er werd nog een stuk op de molenromp gebouwd. In 1903 werd een stoommachine bijgeplaatst. De molen werd omstreeks 1925 van kap en wiekenkruis ontdaan.
In 2001 werd de molen geklasseerd als monument en in 2006 werd een restauratie van de romp uitgevoerd.
- Inventaris van het Bouwkundig Erfgoed (Vlaanderen): 13839